# Manuela Garaycoa
Manuela Garaicoa de Calderón (Guayaquil, Ecuador, 8 de junio de 1784 - Perú, 1867) fue una independentista ecuatoriana.

## Biografía
Fue hija de padre español y madre guayaquileña. Su esposo Francisco nació en La Habana, Cuba.  Manuela Garaicoa apoyaba los  ideales que mantenían las bases del  proceso de independencia. Participó en la lucha anticolonialista en la segunda guerra de independencia y pese a la muerte de su hijo Abdón Calderón a tan corta edad en una batalla de independencia. Durante toda su vida mantuvo un vínculo fuerte con lucha independentista y se relacionó con sus principales actores revolucionarios, desde sus hijos que fueron muy reconocidos en este mismo ámbito al igual que su esposo y sus tres hijas a las cuales se las conoce como “las tres Garcías". Además, mantenía correspondencia frecuente con Antonio José de Sucre y Simón Bolívar. Murió en 1867 en Perú, posteriormente sus restos fueron repatriados a Ecuador hallándose actualmente en el cementerio de Guayaquil.
Manuela pertenecía a la División Protectora de Quito, en esta participaban las madres y las esposas de los soldados del ejército realizando labores de sastrería. Debido a la ausencia de la figura masculina en el hogar, quedó a cargo de los negocios y actividades económicas que aquellos mantenían anteriormente al conflicto bélico.

## Reconocimientos
Una calle en Quito y una unidad educativa del milenio en la ciudad de Cuenca llevan su nombre.